# Дай дарогу! (альбом)
«Дай дарогу!» — шестой студийный электрический альбом одноимённой белорусской панк-группы «Дай дарогу!». Был выпущен 8 мая 2015 года.

## Об альбоме

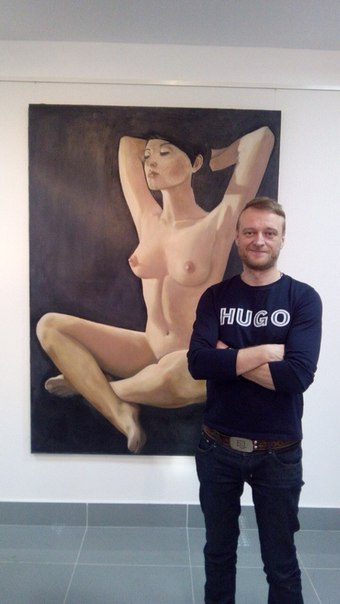
Лидер группы «Дай дарогу!» Юрий Стыльский на фоне одной из своих картин на выставке в Бресте, 2014 год

Новый альбом получил название аналогичное названию группы и был выпущен через три года после прошлого релиза. По словам лидера группы Юрия Стыльского такой перерыв связан с тем, что написание песен у него не поставлено на поток. Например, за весь 2013 год им было сочинено всего несколько песен, а большую часть времени он посвятил живописи.
По словам музыкантов, новый альбом получился позитивным — «калифорнийский панк, но в умеренном ритме». В плане текстов это «бытовуха и социалка, но со стёбом». «Мы пишем про то, что на самом деле волнует народ: про работу, про кризис этот, про съёмную хату, про велосипедистов. Есть песня про любовь [«Выходи»], которую я пережил летом. Меня пёрло, чуть ли не со слезами на глазах ее репетировал. А ещё одна композиция называется „Мальдивы“. Об отдыхе все только и думают, тема горячая», — рассказал Стыльский. Одна из песен посвящена игре World of Tanks. Песня «Предсмертный хит» посвящена защите домашних животных. Альбом записывался в новом составе. На басу играл Александр Закржевский, а на барабанах Илья Терещук.
Альбом вышел 8 мая, тогда же прошла его концертная презентация в минском клубе Re:Public. В конце июня альбом был пересведён и выпущен заново. По словам Стыльского в первый раз они спешили выпустить альбом к концертной презентации и поэтому не успевали сделать всё так как хотелось. Теперь же было переработано сведение и сделан новый мастеринг. Ранее Стыльский всегда сам сводил свои альбомы, в этот же раз сведением и мастерингом занимался специальный человек.

## Список композиций
| №                   | Название                 | Длительность |
| ------------------- | ------------------------ | ------------ |
| 1.                  | «Мальдивы»               | 4:50         |
| 2.                  | «Митю мы не парим»       | 3:31         |
| 3.                  | «Танкист»                | 2:46         |
| 4.                  | «На звёздной кочерге»    | 3:13         |
| 5.                  | «Велик»                  | 3:27         |
| 6.                  | «Выходи»                 | 4:57         |
| 7.                  | «18 лет»                 | 4:15         |
| 8.                  | «Съёмная хата»           | 2:26         |
| 9.                  | «Общество калек»         | 3:51         |
| 10.                 | «Твои каштановые волосы» | 4:08         |
| 11.                 | «Предсмертный хит»       | 2:57         |
| 12.                 | «Передоз»                | 3:12         |
| 13.                 | «Холодный дом»           | 3:38         |
| Общая длительность: | Общая длительность:      | 46:09        |

## Участники записи
- Юрий Стыльский — вокал

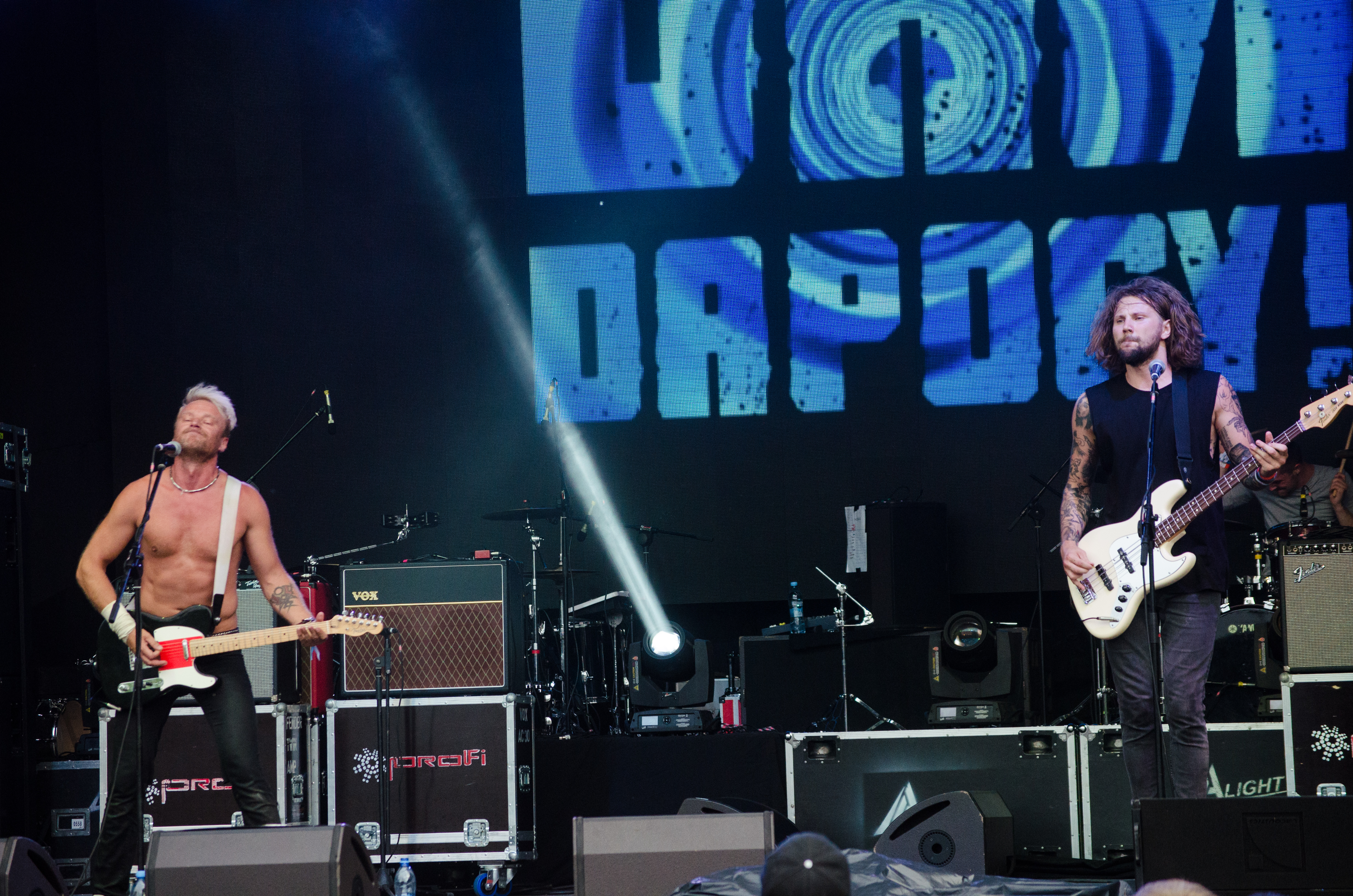
«Дай дарогу!» на фестивале Atlas Weekend в Киеве, 2016 год

- Александр Закржевский — бас-гитара
- Илья Терещук — барабаны
- музыка и слова — Юрий Стыльский
- запись и сведение — Илья «Trikil» Курочкин на студии Брестской областной филармонии
- мастеринг — Илья «Trikil» Курочкин и Юрий Стыльский на студии Брестской областной филармонии[1]

## Рецензии
На сайте Experty.by альбом получил 6,5 баллов из 10. По мнению Дмитрия Безкоровайного, так как группа за последние несколько лет уже вышла в коммерческие лидеры белорусского альтернативного рока, им теперь не нужно никому ничего доказывать. Они могут позволить себе просто играть на своём уровне, что они и делают. На новом альбоме нет ничего принципиально нового, он наполнен «уже знакомыми фишками». При этом Безкоровайный отметил позитивность нового материала. Если раньше лирический герой песен Стыльского сидел в своём замкнутом кругу и песни были посвящены «алкогольно-бытовому трэшу и безнадёге», то теперь лирический герой вышел за рамки собственной квартиры.
Сильнее прошлись по альбому Егор Цывилько и Александр Чернухо. По мнению Цывилько «тексты потеряли остроту, ту непосредственную социальность и циничную смелость». По мнению же Чернухо от альбома «уж очень сильно отдает конъюнктурщиной: половина текстов притянута за уши и пропета так, будто нужно было отработать какой-то заказ». Был более благосклонен к альбому Сергей Будкин. С одной стороны он признал, что хитов на этом альбоме меньше, чем на предыдущем, но с другой стороны «записано всё настолько кристально чисто, что в дискографии команды этот диск, может, даже лучший». Будкин так же предложил для сравнения прослушать первый альбом группы, чтобы увидеть насколько она выросла за эти 16 лет.
Маша Колесникова с «Еврорадио» поставила альбому 7 баллов: «Возможно, пластинка проигрывает прошлому диску „Сквозь говно“ в драматизме и обречённости. Но новый диск может повеселить и обязательно заставит броситься в слэм».